# Indianerreservater i Arizona
Der er 22 delstatslige Indianerreservater i Arizona i USA.
14 indianerstammer ejer 7.822.000 hektar af reservatland indenfor Arizonas grænser. Omkring 166.000 stammemedlemmer lever i indianerreservater, mens andre 75.000 stammemedlemmer lever andre steder udenfor reservaterne. Hver af delstatens 22 reservater er en suveræn nation med grænser indenfor USA, med sin egen stammeregering, love, kultur og told.
Besøgende i reservaterne er under stammernes love, ikke under Arizonas love.
Det forventes at de besøgende i reservaterne respekterer disse menneskers skikke og kulturer.
Alkohol er illegal i alle reservater på nær i Colorado River-reservatet og i byerne Whiteriver og Cocopah. I visse områder, som i Monument Valley i Navajo-reservatet, er vandring forbudt. Fotografering og videooptagelser er ikke velset i mange situationer. Hopi-landsbyer og ceremonier må ikke fotograferes, skitseres eller deres lyd optages.